# Hemidactylus ruspolii
Hemidactylus ruspolii este o specie de șopârle din genul Hemidactylus, familia Gekkonidae, descrisă de Boulenger 1896. Conform Catalogue of Life specia Hemidactylus ruspolii nu are subspecii cunoscute.